# Gumilla
Gumilla is een geslacht van insecten uit de familie van de watergaasvliegen (Osmylidae), die tot de orde netvleugeligen (Neuroptera) behoort.

## Soorten
- G. adspersus Navás, 1912
- G. longicornis (Walker, 1853)